# Handelsblatt
A Handelsblatt ("Kereskedelmi lap") német napilap. A legnagyobb példányszámú német gazdasággal és tőzsdével foglalkozó újságot a saját lapkiadótársaság (Verlagsgruppe Handelsblatt) adja ki, amely a Dieter von Holtzbrinck Medien GmbH tulajdona. Főszerkesztő Gabort Steingart és Sven Scheffler. Az újság a frankfurti és düsseldorfi tőzsde köteles lapja, és tőzsdei munkanapokon jelenik meg.

## Története
1946. május 16-án jelent meg az első szám, 1970. szeptember elsejével a Handelsblatt megvásárolta konkurensét, az Industriekurier című újságot is. A kiadó üzletvezetői Dieter von Holtzbrinck, Pierre Gerckens, Alexander Schettler és Wilhelm Zundler. Az újság 1999 óta együttműködik az amerikai Dow Jones Kiadóvállalattal, ehhez tartozik többek között The Wall Street Journal és The Wall Street Journal Europe. A Handelsblatt a legnagyobb német nyelvű gazdasági magazin, világszerte több mint 200 szerkesztő dolgozik az újságnak. Napi példányszáma 136 892. 2008 július 1. óta Sven Scheffler a honlap főszerkesztője. 2010 második felétől Bernd Ziesemer elhagyja a lapot és helyre Gábor Steingart, Der Spiegel washingtoni tudósítója kerül majd.